# Dicliptera leandrii
Dicliptera leandrii là một loài thực vật có hoa trong họ Ô rô. Loài này được Benoist mô tả khoa học đầu tiên năm 1950.